# Tasov, Žďár nad Sázavou
Tasov là một làng thuộc huyện Žďár nad Sázavou, vùng Vysočina, Cộng hòa Séc.